# Atsuhiko Mori
Atsuhiko Mori (森 敦彦 Mori Atsuhiko?), född 31 maj 1972 i Hyōgo prefektur, är en japansk före detta fotbollsspelare.
Mori började sin karriär 1991 i All Nippon Airways (Yokohama Flügels). Med Yokohama Flügels vann han japanska cupen 1993. 1997 flyttade han till Consadole Sapporo. Han avslutade karriären 1997.